# Autostrada Luis Dellepiane
L'autostrada Luis Dellepiane (Teniente General Luis J. Dellepiane in spagnolo) è un'importante arteria stradale che attraversa il sud della capitale argentina Buenos Aires.

## Storia
L'autostrada fu costruita negli anni quaranta, su gran parte del tracciato dell'avenida Derqui, per collegare il centro della città con il nuovo aeroporto. Negli anni novanta fu sottoposta ad alcuni lavori di ampliamento che aumentarono a tre le corsie per senso di marcia.

## Percorso
L'autostrada origina dall'autostrada Perito Moreno, nel barrio di Parque Avellaneda. Dopo aver attraversato il popoloso quartiere di Villa Lugano s'interseca con l'avenida General Paz, mentre il tratto che prosegue verso l'aeroporto di Ezeiza prende il nome di Autostrada Riccheri.